# Pasaslompolo
Pasaslompolo är en sjö i Finland. Den ligger i kommunen Enare i landskapet Lappland, i den norra delen av landet, 900 km norr om huvudstaden Helsingfors. Pasaslompolo ligger 145,8 meter över havet. Arean är 1,11 kvadratkilometer och strandlinjen är 7,43 kilometer lång. Sjön  ingår i Pasvik älvs huvudavrinningsområde.   Den sträcker sig 2,3 kilometer i nord-sydlig riktning, och 1,8 kilometer i öst-västlig riktning.